# Berufsvorbereitungsjahr

Bildungsgänge im deutschen Bildungssystem

Das Berufsvorbereitungsjahr (BVJ) ist ein einjähriger schulischer Bildungsgang in allen Bundesländern Deutschlands (außer Brandenburg), der der Berufsvorbereitung dient. In Brandenburg entspricht dem BVJ das Berufsgrundbildungsjahr (BGJ).
Das BVJ wurde für Schüler eingerichtet, die nach der Beendigung oder dem Abbruch der Schule weder einen Ausbildungsplatz finden noch weiterführende Schulen besuchen, aber noch der Schulpflicht unterliegen. Das Berufsvorbereitungsjahr findet an berufsbildenden Schulen statt. Die Anzahl der Schüler im Berufsvorbereitungsjahr wird vom Statistischen Bundesamt in „Bildung und Kultur – Berufliche Schulen“ jährlich dokumentiert. Im Schuljahr 2023/2024 haben 122.032 Schüler am BVJ teilgenommen.
Die Schüler können durch das BVJ ihre Schulpflicht erfüllen und gleichzeitig unter Umständen den Hauptschulabschluss erwerben. Im BVJ wird berufliches Grundwissen in einer oder mehreren Berufsgruppen vermittelt. Es dient somit auch der beruflichen Orientierung, neben der Erweiterung der Allgemeinbildung und dem Erwerb von grundlegenden Schlüsselqualifikationen, die zu einer (verbesserten) Ausbildungsreife führen sollen. Mit dem Besuch des BVJ endet die Schulpflicht, selbst wenn das Schuljahr nicht erfolgreich bestanden wird.
In der International Standard Classification of Education gehört das Berufsvorbereitungsjahr zur  Stufe 2 (Sekundarbereich I berufsbildend).